# Antoine Girard (jésuite)
Pour les articles homonymes, voir Antoine Girard et Girard.
Antoine Girard, né à Autun (Saône-et-Loire), en France, le 24 janvier 1604, et mort à La Flèche (Sarthe) le 6 décembre 1679, est un prêtre jésuite français, écrivain et traducteur.

## Biographie
Antoine Girard entre le 7 septembre 1621 au noviciat des jésuites, d'abord comme préfet de chambre, chargé de la discipline et de la récitation des devoirs, puis comme traducteur et écrivain. Il passe la plus grande partie de sa vie au collège de Clermont à Paris qui a rouvert à l'enseignement en 1610, puis définitivement en 1618. Ses contemporains lui donnèrent le surnom de « le tourneur » pour la raison qu'il mettait sous les titres des ouvrages qu'il traduisait la formule « tourné du latin ».
En 1642, il revisite l'histoire de Barlaam et de Josaphat, légende qui constitue le fonds apologétique des missionnaires jésuites. Il réécrit des ouvrages anciens dans le style précieux de son époque et dit ici s'être inspiré directement de Jean Damascène, sans jamais faire référence aux traductions de Jean de Billy, ni de celle latine de Jacques de Billy. Il rédigera la dédicace à l'abbé de Nemours Henri II de Savoie-Nemours en 1642.
À la demande de la reine-mère, Antoine Girard mettra en ordre le récit de la mort du roi Louis XIII en 1643, fait par Jacques Dinet, confrère jésuite et confesseur du souverain, et qui sera dédié à Louis XIV pour lui servir d'exemple.
Il a traduit ou écrit plus de trente ouvrages et adapté des œuvres de Francisco Arias, Louis de Blois, Jérémie Drexel, Jean Gerson, Pedro Ribadeneira et plusieurs autres auteurs. Il publia également des ouvrages de piété, des vies de saint, et collabora à la réalisation de diverses œuvres collectives.
En 1651, il s'attire des remarques d'Antoine Arnaud dans son Apologie pour les Saints Pères de l'Église, à la suite de la publication de son œuvre de l'année précédente, Saint Prosper et la vocations des gentils, et de celle de la traduction de la Lettre d'Amolon, Archevesque de Lyon au Moine Gothescale exhortant à la vraie croyance. Les deux œuvres eurent un certain retentissement en cette période de controverse avec les jansénistes.
En 1674, il se retire au collège Henri IV à La Flèche, où il meurt en 1679.

## Publications
- L'Héliotrope (traduction), Imprimé chez La Veuve Camusat, Paris, in-12°, 1640, réédition en 1659
- Histoire de Josaphat, roi des Indes, à Paris chez la Veuve Camusat, 1642
- La Mort du roi Louis le Treizième, par Jacques Dinet, mise en forme par Antoine Girard, tous deux jésuites, 1643
- L'Imitation de Jésus par Jean Gerson, 1re édition, revue et corrigée par Antoine Giard, 1647
- Les Mémorables Journées des François ; ou sont descrites leurs grandes batailles et leurs signalées victoires, dédiées à Mr Le Prince et enrichies de plusieurs figures en taille-douce, 1647
- Les Combats mémorables et Victoires des saints, Paris, in-4°, 1647
- La Comédie contraire aux principes de la morale chrétienne, extrait des Saint Pères et de MM., Paris, 1647
- Saint-Prosper, Jean Hénault, in-8°, 1649
- Reigle de l'apprentissage spirituel par Louis Blosius, traduction d'Antoine Girard, chez Jean Harmuli, in-8°, 1649
- Saint-Prosper, de la vocation des gentils, In-8°, 1650
- Lettre d'Amolon, Archevesque de Lyon, au Moine Gothescale, chez Hénault, in-4°, 1650
- Arias De l'imitation de Nostre Dame et ses vertus, 1652
- Girolamo Piatti (1548-1591), vers 1655
- La Vie du dévot frère Alphonse Rodriguez, coadjuteur de la Compagnie de Jésus, 1656
- Les Peintures sacrées sur la Bible, La Reyne, 1656
- Les Peintures sacrées sur la Bible : Par le R. Père Antoine Girard, dédiées à la reyne mere. Troisiesme Edition, revue & augmentée de nouveau., Paris, Jean Messager, Veuve d'Antoine de Sommaville, 1665 (lire en ligne)
- Les Deux Maximes fondamentales du salut, Sébastien Cramosi, Paris, in-12°, 1663, 552 pp., sans l'Épître (l'une de la vérité d'un Dieu, l'autre de la vérité d'une religion. Extraites de l'œuvre du R. P. Léonard Lessius de la Cie de Jésus, dédiées à Monseigneur le Dauphin dédicatoire)
- Blosius, 1673
- Les Peintures sacrées de la Bible (contenant l'histoire sainte du vieil et du nouveau testament première et troisième partie), 1680
  - troisième partie
- Fleurs de la vie des Saints et des festes de toute l'année, suivant l'usage du calendrier et martyrologie romain du R. P. Pedro Ribadeneira, (édition originale 1596); traduit par René Gautier, avec rajouts de André Duval et revues et corrigées en notre langue par Antoine Girard, 2 tomes, 1687[3]
- Les Peintures sacrées sur la Bible, enrichies de figures qui représentent les principaux sujets de l'histoire sainte, 1698
- L'Imitation de Jésus, Gerson, revue et corrigée par le P. Antoine Girard, en 4 livres, nouvelle édition revue par un anonyme, Legras, Paris, 1704
- La Vie et les Miracles de Saint François-Xavier, apôtre des Indes, de la Compagnie de Jésus, 1706